# صوفيا كيلي
صوفيا كيلي (بالإنجليزية: Sophia Kiely)‏ ممثلة إنجليزية ولدت في عام 2000 في كنسينغتون في لندن، المملكة المتحدة. بدأت مشوارها الفني عام 2011.